# Словачка народна странка
Словачка народна странка (слч. Slovenská národná strana, SNS) је националистичка политичка странка у Словачкој. Њен председник је Андреј Данко.
Од 2023 је чланица владајуће коалиције.

## Странка
СНС је основана у децембру 1989. године, настављајући традицију Словачке народне партије. СНС себе декларише као: националистичку, хришћанску и социјалистичку странку.
СНС у Влади Словачке држи министарства просвете, екологије и равномерног развоја.
Од свог оснивања СНС је претрпела многе расцепе па су тако из ње настале следеће политичке странке: Права словачка народна странка (Pravá slovenská národná strana, PSNS), Јединствена словачка народна странка (Zjednotená slovenská národná strana, ZSNS), Словачки национални савез — Словачка заједно (Slovenská národná koalícia — Slovenská vzájomnosť).

## Истакнути чланови
- Јан Слота — бивши председник; бивши градоначелник Жилине
- Јожеш Прокеш — бивши председник; члан председништва и градоначелник Нитре
- Штефан Квиетик — познати словачки глумац и члан председништва
- Ана Белоусова — бивша председница и градоначелница Чадце; министар у Влади
- Душан Швантер — генерални секретар
- Јарослав Пашка — народни посланик у европском парламенту

## Изборни резултати
| година | успех                       |
| ------ | --------------------------- |
| 1990.  | 13,94%                      |
| 1992.  | 7,93%                       |
| 1994.  | 5,4%                        |
| 1998.  | 9,07%                       |
| 2002.  | 3,65% за ПСНС, 3,32% за СНС |
| 2006.  | 11,6%                       |
| 2010.  | 5.07%                       |
| 2012.  | 4.55%                       |
| 2016.  | 8.64%                       |
| 2020.  | 3.2%                        |
| 2023.  | 5.6%                        |

Када је СНС 2006. године ушао у власт са социјал-демократском странком СМЕР, партија Европских социјалиста искључила је СМЕР из чланства, због сарадње како су навели екстремним националистима и шовинистима.
СНС је чланица ЕВРОНАТ-а и Алијансе за Европу нација, заједно са Слободарском партијом Аустрије, Српском радикалном странком, Холандском партијом слободе и другим националистичким странкама. Такође бивши лидер СНС Јан Слота велики је пријатељ са Војиславом Шешељем, кога редовно посећивао у Хашком трибуналу.